# Werch-Sujetka
Werch-Sujetka (russisch Ве́рх-Суе́тка) ist ein Dorf (selo) in der Region Altai (Russland) mit 2224 Einwohnern (Stand 14. Oktober 2010).

## Geographie
Der Ort liegt etwa 250 km Luftlinie westlich des Regionsverwaltungszentrums Barnaul in der Kulundasteppe bei der Mündung der Makaricha in das Flüsschen Sujetka, das etwa 35 km südwestlich in den abflusslosen Kulundasee mündet.
Werch-Sujetka ist Verwaltungssitz des Rajons Sujetski sowie Sitz der Landgemeinde Werch-Sujetski selsowet, zu der neben dem Dorf Werch-Sujetka noch die Siedlungen Beregowoi, Oktjabrski und Ossinowski gehören.

## Geschichte
Das Dorf wurde 1804 gegründet. Der Name bedeutet nach dem Fluss etwa „Ober-Sujetka“; das Dorf Nischnjaja Sujetka („Nieder-Sujetka“) liegt flussabwärts etwa 13 km in südwestlicher Richtung. Nachdem Werch-Sujetka 1924 erstmals Zentrum eines Rajons geworden war, wurde dieser 1963 aufgelöst, aber 1989 aus Teilen der Rajons Blagoweschtschenski und Chabarski wieder neu gebildet.

### Bevölkerungsentwicklung
| Jahr | Einwohner |
| ---- | --------- |
| 1959 | 3.454     |
| 2002 | 2.600     |
| 2010 | 2.224     |

Anmerkung: Volkszählungsdaten

## Verkehr
Werch-Sujetka liegt an der vom östlich benachbarten Rajonzentrum Bajewo kommenden Straße, die weiter nördlich am Kulundasee vorbei in Richtung Slawgorod führt.